# Euriarqueots
En taxonomia, els euriarqueots (Euryarchaeota) són un filum d'arqueus
Els euriarqueots inclouen els metanògens, que produeixen metà i sovint viuen als intestins; els halobacteris, que sobreviuen a concentracions extremes de sal; i alguns aerobis i anaerobis extremament termòfils. Se'ls distingeix dels altres arqueus principalment basant-se en seqüències d'ARN ribosòmic.